# Top 20 Radio
Top 20 Radio ist ein privater Hörfunksender. Das Programm wird von der Deutsche Film Fernsehen GmbH in Berlin produziert.
Der Sender wird in Studios in Berlin und Baden-Baden produziert. Die Produktionsgesellschaft DFF Deutsche Film Fernsehen GmbH gehört Bernd Schumacher, der unter anderem B.TV und Radio Ladies First in Baden-Württemberg gründete.

## Programm und Geschichte
Top 20 Radio ging am 1. Mai 2013 als Internetradio auf Sendung.
Das Programm richtet sich an die Zielgruppe der 14- bis 39-Jährigen. Das 2. Programm „Top 20 Club“ bringt DJ-Sets und DJ-Projekte im Abendprogramm. Die Top 20 Jury verleiht jährlich den „Top 20 Award“ in verschiedenen Kategorien.
Der Sender beteiligt sich an der Verbreitung von Verschwörungstheorien, es werden unter anderem Falschinformationen zur COVID-19-Pandemie verbreitet.
Im August 2021 beteiligte sich der Sender an der Verbreitung von Fake News: Es wurde behauptet, dass im Zuge des Hochwassers in West- und Mitteleuropa in Ahrweiler 600 Kinderleichen angeschwemmt worden seien, wofür jedoch keine Belege existieren. Daraufhin seien Anfragen bei der örtlichen Polizei über den angeblichen Sachverhalt eingegangen oder Leute hätten eigenständig begonnen, nach den Leichen zu suchen.

## Empfang
Der Sender ist zusätzlich Free-to-Air empfangbar über den Satelliten Intelsat 20 auf der Orbitalposition 68.5°E auf Transponder 25k und der Frequenz 12522 MHz im Satelio-Paket. Top 20 Radio ist auch im T-Home Entertain-Paket der Telekom enthalten. Bis zum 4. Oktober 2013 war der Sender im Rahmen einer Testausstrahlung auch auf dem Satelliten Thor6 K2-Beam auf dem Transponder BSS13 und der Frequenz 11958 MHz zu hören.